# Nesaegocera
Nesaegocera là một chi bướm đêm thuộc họ Noctuidae.

## Loài
- Nesaegocera comorana Jordan, 1926